# إدواردو كوستا
إدواردو ناسيمينتو دا كوستا الشهير باسم إدواردو كوستا (23 سبتمبر 1982

 في فلوريانوبوليس) (باللغة البرتغالية:Eduardo Nascimento da Costa). لاعب كرة قدم برازيلي يلعب حاليا لصالح نادي الدرجة الأولى ساو باولو البرازيلي منذ 2009 في مركز الوسط المدافع .
لعب كوستا في أندية غريميو (2000-2001) بوردو الفرنسي (2001-2004) مرسيليا الفرنسي (2004-2005) إسبانيول الإسباني (2005-2009) غريميو بالإعارة (2007-2008) .
ساهم كوستا في تتويج نادي غريميو ببطولة كأس البرازيل موسم 2001 . كما ساهم في تتويج نادي بوردو ببطولة كأس الدوري الفرنسي موسم 2001/2002 كما ساهم في تتويج نادي إسبانيول ببطولة كأس إسبانيا موسم 2005/2006 .
برزت موهبة كوستا سريعا وتم استدعائه للمشاركة مع منتخب البرازيل في بطولة كأس العالم لكرة القدم للناشئين تحت 17 سنة التي أقيمت في مصر 1997 حيث ساهم في التتويج بها بطلا . شارك كوستا للمرة الأولى مع منتخب الكبار في سنة 2001 حيث أصبح مجموع مبارياته الدولية 7 .

## روابط خارجية
- إدواردو كوستا على موقع الاتحاد الدولي (مؤرشف)  (الإنجليزية)
- إدواردو كوستا على موقع رابطة كرة القدم الفرنسية للمحترفين (الإنجليزية)
- إدواردو كوستا على موقع قاعدة بيانات كرة القدم.إي يو (الإنجليزية)
- إدواردو كوستا على موقع ناشيونال فوتبول تيمز (الإنجليزية)
- إدواردو كوستا على موقع Soccerway.com (الإنجليزية)
- إدواردو كوستا على موقع كووورة